# سيسنا 421
سيسنا 421 (بالإنجليزية: Cessna 421)‏ هي طائرة خفيفة بمحركين، أُنتجت في 1967 بالولايات المتحدة، من صناعة سيسنا. كان أول طيران لها في 14 أكتوبر 1965.